# Sielsowiet Dzierżyńsk
Sielsowiet Dzierżyńsk (biał. Дзяржынскі сельсавет, Dziarżynski sielsawiet; ros. Дзержинский сельсовет) – sielsowiet na Białorusi, w obwodzie mińskim, w rejonie dzierżyńskim, z siedzibą w Dzierżyńsku (który nie wchodzi w jego skład).

## Demografia
Według spisu z 2009 sielsowiet Dzierżyńsk zamieszkiwało 2536 osób, w tym 2320 Białorusinów (91,48%), 117 Rosjan (4,61%), 74 Polaków (2,92%), 18 Ukraińców (0,71%), 4 osoby innych narodowości i 3 osoby, które nie podały żadnej narodowości.
Do 2019 liczba ludności wzrosła do 2676 osób. Największymi miejscowościami były wówczas Dziahilna (559 mieszkańców), Pietkowicze (485 mieszkańców), Nowosiółki Wielkie (419 mieszkańców) i Niewielicze (251 mieszkańców). Liczba ludności żadnej z pozostałych miejscowości nie przekraczała 164 osób.

## Geografia i transport
Sielsowiet położony jest na Wysoczyźnie Mińskiej, w środkowej części rejonu dzierżyńskiego. Enklawą sielsowietu jest miasto Dzierżyńsk. Największą rzeką jest Usa.
Przez sielsowiet przebiegają linia kolejowa Moskwa – Mińsk – Brześć, droga magistralna M1 oraz drogi republikańskie R1 i R65.

## Miejscowości
- agromiasteczko:
  - Pietkowicze
- wsie:

| - - Arechauka - Bobrówka - Cwiatkowa - Dziahilna - Fierma-Haj - Haradzieja - Jaroszówka - Jasiutewicze | - - Jupicier - Kłypowszczyzna - Kryłowicze - Kukszewicze - Les-Haj - Malinauka - Mars | - - Niewielicze - Nowosiółki Małe - Nowosiółki Wielkie - Rabinauka - Rozauka - Szaciły - Winahradauka |